# Lijst van coaches van Moldavisch voetbalelftal (mannen)
Dit is een lijst van bondscoaches van het Moldavisch voetbalelftal mannen.

## Bondscoaches
| Naam               | Land van herkomst | Begin periode     | Einde periode     | Prijzen | Opmerkingen/Wijze van vertrek                           |
| ------------------ | ----------------- | ----------------- | ----------------- | ------- | ------------------------------------------------------- |
| Ion Caras          | Moldavië          | 2 juli 1991       | 7 oktober 1997    |         |                                                         |
| Evgeniy Piunovskiy | Rusland           | 10 augustus 1992  | 30 augustus 1992  |         |                                                         |
| Alexandru Matiura  | Moldavië          | 15 maart 1998     | 23 maart 1998     |         | Interim                                                 |
| Ivan Daniliant     | Moldavië          | 6 juni 1998       | 8 september 1999  |         |                                                         |
| Alexandru Matiura  | Moldavië          | 11 januari 2000   | 6 juni 2001       |         |                                                         |
| Alexandru Spiridon | Moldavië          | 15 augustus 2001  | 6 oktober 2001    |         |                                                         |
| Viktor Pasulko     | Oekraïne          | 9 februari 2002   | 12 februari 2006  |         |                                                         |
| Anatoliy Teslev    | Moldavië          | 1 januari 2006    | 31 december 2006  |         | Ontslag genomen, Igor Dobrovolskiy vervangt hem         |
| Igor Dobrovolskiy  | Rusland           | 22 december 2006  | 16 oktober 2009   |         | Ontslag genomen, Gabi Balint vervangt hem               |
| Gabi Balint        | Roemenië          | 20 januari 2010   | 19 december 2011  |         | Ontslagen, Ion Caras vervangt hem                       |
| Ion Caras          | Moldavië          | 9 januari 2012    | 24 september 2014 |         | Ontslag genomen, Alexandru Curtianu vervangt hem        |
| Alexandru Curtianu | Moldavië          | 24 september 2014 | 21 september 2015 |         | Ontslag genomen, Stefan Stoica vervangt hem             |
| Stefan Stoica      | Roemenië          | 22 september 2015 | 22 december 2015  |         | Ontslagen, Igor Dobrovolskiy vervangt hem               |
| Igor Dobrovolskiy  | Rusland           | 23 december 2015  | 31 januari 2018   |         | Contract niet verlengd, Alexandru Spiridon vervangt hem |
| Alexandru Spiridon | Moldavië          | 12 januari 2018   | 19 juli 2019      |         | Ontslagen                                               |
| Semen Altman       | Oekraïne          | 19 juli 2019      | 27 oktober 2019   |         | Interim , Engin Firat vervangt hem                      |
| Engin Firat        | Turkije           | 28 oktober 2019   | 31 december 2020  |         | Vertrokken, Roberto Bordin vervangt hem                 |
| Roberto Bordin     | Italië            | 12 februari 2021  | 30 november 2021  |         | Contract niet verlengd, Serghei Clescenco vervangt hem  |
| Serghei Clescenco  | Moldavië          | 3 december 2021   |                   |         |                                                         |

FMF · A-internationals · Bondscoaches · Moldavisch vrouwenelftal · Moldavië U21 · Moldavië U20 · Moldavië U19 · Moldavië U18 · Moldavië U17 · Moldavië U16
1990 – 1999 ·
2000 – 2009 ·
2010 – 2019 ·
2020 − 2029
1991 · 1992 · 1993 · 1994 · 1995 · 1996 · 1997 · 1998 · 1999 · 2000 · 2001 · 2002 · 2003 · 2004 · 2005 · 2006 · 2007 · 2008 · 2009 · 2010 · 2011 · 2012 · 2013 · 2014 · 2015 · 2016 · 2017 · 2018 · 2019 · 2020 · 2021 · 2022 · 2023 · 2024
Albanië ·
Andorra ·
Armenië ·
Azerbeidzjan ·
Bosnië en Herzegovina ·
Bulgarije ·
Canada ·
Cyprus ·
Denemarken · 
Duitsland ·
El Salvador · 
Engeland ·
Estland ·
Faeröer ·
Finland ·
Frankrijk ·
Georgië ·
Gibraltar ·
Griekenland ·
Hongarije ·
Ierland ·
IJsland ·
Indonesië ·
Israël ·
Italië ·
Ivoorkust ·
Jordanië ·
Kaaimaneilanden ·
Kameroen ·
Kazachstan ·
Kirgizië ·
Kosovo ·
Kroatië ·
Letland ·
Liechtenstein ·
Litouwen ·
Luxemburg ·
Malta ·
Montenegro ·
Nederland ·
Noord-Ierland ·
Noord-Macedonië ·
Noorwegen ·
Oeganda ·
Oekraïne ·
Oostenrijk ·
Polen ·
Portugal ·
Qatar ·
Roemenië ·
Rusland ·
San Marino ·
Saoedi-Arabië ·
Schotland ·
Servië ·
Slovenië ·
Slowakije ·
Tsjechië ·
Turkije ·
Venezuela ·
Verenigde Arabische Emiraten ·
Verenigde Staten ·
Wales ·
Wit-Rusland ·
Zuid-Korea ·
Zweden ·
Zwitserland